# 수마라가
수마라가(Zumarraga)는 스페인 바스크 지방의 주인 기푸스코아주의 도시로, 인구는 10,104명(2009년 기준), 면적은 19.42km2, 높이는 해발 356.9m이다.